# Сім справ милосердя (Караваджо)
«Сім спра́в милосе́рдя» (італ. Sette opere di Misericordia) — картина художника Мікеланджело да Караваджо. Присвячена справам милосердя. Незвична за іконографією і оцінками.

## Історія замови картини
Бурхливий темперамент Караваджо і недобра слава пройдисвіта не відсахнули від художника з важким характером меценатів. У Римі його покровителі — маркіз Вінченцо Джустініані, кардинал дель Монте і вельможна родина Карафа-Колонна. Саме Карафа-Колонна нададуть йому таємний притулок після скоєного вбивства в Римі. А пізніше допоможуть перебратися в Неаполь, далекий від папи римського, готового покарати смертю бандиткуватого майстра за злочин.
В Неаполі Караваджо і отримав замову на вівтарний образ за темою «Сім справ милосердя» для церкви Піо Монте делла Мізерікордія. В 1601 році церкву тільки-но збудували, а пастирі релігійної громади якраз і опікувались справами милосердя.

## Сюжет і новації Караваджо
Вівтарний образ був ніби нагадуванням слів з Євангелія від Матвія, де Христос перерахував сім справ милосердя, такі важливі, що вважав їх як справи, зроблені саме для нього.
- Надати притулок паломнику, що йде до святих місць.
- Дати води спраглому.
- Відвідати хворого.
- Відвідати ув'язненого в тюрмі.
- Дати милостиню жебраку.
- Розділити їжу з голодним.
- Поховати покинутого померлого.

Як пов'язати такі різні справи і вмістити їх в одному полотні, стало справою тільки художника.
Караваджо врятували пережитий відчай у Римі, власне бажання покаятися і стрімкість виконання. Картина була створена лише за три місяці. Він подав сцену в ночі, де метушиться натовп, який розпадається на окремі групи, що і уособлюють сім справ милосердя. Лицар ріже свій плащ, аби поділитися шматком з жебраком, спраглий жадібно п'є надану воду, римлянка відвідала ув'язненого, пастир тримає смолоскип, освітлюючи шлях поховальній ході тощо. А зверху на все це пильно вдивляється Мадонна з немовлям і благословляє янгол з широко розпростертими руками. Караваджо не звернувся ні до яких інших композицій, а створив власну, хаотичну (за висновками дослідників — бунтівну), одну з найнезвичніших. Вона вся була новиною.

## «…Ні за які гроші»
Вже за життя майстра почалося нездорове суперництво за право володіти картинами Караваджо. Невизнані церквою полотна Караваджо викуповували кардинали і меценати. Церковні громади отримували замовлення продати картини Караваджо за великі гроші. Серед покупців картин Караваджо — художник Рубенс, який придбав полотно «Успіння Богородиці», коли від полотна відмовилась католицька громада. Знайшлись охочі придбати і вівтарний образ «Сім справ милосердя», бо полювання за картинами Караваджо стало майже божевільною манією. Тоді комітет церкви Піо Монте делла Мізерікордія в Неаполі і виніс вердикт, що картина Караваджо «не може бути проданою ні за які гроші і повинна завжди належати лише цій церкві». Громада знала, яким скарбом вона володіє.

## У популярній культурі
Картину показано у одному з епізодів серіалу Ріплі, де вона відрбражає перетворення головного героя. 